# 4062 Schiaparelli
A 4062 Schiaparelli (ideiglenes jelöléssel 1989 BF) a Naprendszer kisbolygóövében található aszteroida. Osservatorio San Vittore fedezte fel 1989. január 28-án.